# Delegación Terán
Terán, es una de las agencias municipales de la ciudad de Tuxtla Gutiérrez, la actual capital del estado de Chiapas. La delegación Terán recibe su nombre en honor al General Manuel de Mier y Terán, militar insurgente y primer comandante del ejército Trigarante que vino a Chiapas en 1821 como encomienda de Agustín de Iturbide para ver la primera incorporación de la Provincia de Chiapas a Plan de Iguala. Fue diputado por Chiapas ante el primer Congreso Mexicano en 1822-23; también fue el primer secretario de Guerra y Marina de la nueva República de México en 1824, con Guadalupe Victoria. Nombrado ciudadano honorable de Chiapas en 1831, por el gobernador del Estado.
Inicialmente se funda entre 1886-87, en el período de gobierno del estado de Manuel Carrascosa, como una Congregación de Familias denominada con el nombre de "El Puente", por estar establecidos en el puente antiguo de piedra en arco, ahí construido sobre el Camino Real, se les conoció como "los puenteños". El 4 de diciembre de 1908, por iniciativa del Congreso del Estado de Chiapas, se le cambia el nombre de "el puente" por el apellido de Terán; hoy, ya conocido como el pueblo de Terán y por lo tanto, el municipio de 3a categoría del mismo nombre, Terán fue fundado por una Congregación de Familias establecidas en El Puente' lugar a 4 kilómetros al Poniente de la ciudad de Tuxtla Gutiérrez, con una población inicial de 1,174 habitantes. Quienes vinieron de diversas rancherías y fincas de Tuxtla Gutiérrez y de otros municipios cercanos a la capital chiapaneca.
En 1973 por un decreto gubernamental del Dr. Manuel Velasco Suárez, se le suprime la categoría de municipio de Terán y queda integrado o anexado como agencia municipal de Tuxtla Gutiérrez a partir del 1 de enero de 1974; y posteriormente, en 1985 queda nombrada como Delegación Terán, hasta el 2011, en que por cabildo municipal, le vuelven a dar la categoría de agencia municipal.
Actualmente Terán, es una Agencia municipal de Tuxtla Gutiérrez. Territorialmente abarca la antigua ribera de Juan Crispín ejido Plan de Ayala, el antiguo Callejón Ixapatá (hoy conocido como callejón Emiliano Zapata por caña hueca), Ampliación Terán, el cerro [[Mactumatzá] (cerro de las once estrellas) en zoque], para continuar a la colonia Emiliano Zapata (agua fría). Colindando con la población de  Agencia de Copoya, con los municipios de Ocozocoautla de Espinosa y Berriozábal, en la conocida “Curva del Gallo”; y San Fernando, por la cañada donde está la pequeña ermita de la Virgen de Guadalupe, para volver a llegar al crucero del Reloj Floral.
La agencia Terán es sede de varias instituciones como la biblioteca Universitaria, el Tecnológico de Monterrey, las Facultades de Ingeniería y Medicina Veterinaria Humanidades,Zootecnista de la Universidad Autónoma de Chiapas; el Instituto Tecnológico de Tuxtla Gutiérrez, las instalaciones de  CFE, las instalaciones de PEMEX, Chedraui, bodega Aurrera, Sam´s, la maquiladora Axayazaki, la zona hotelera y comercial y la [[Base aérea n.º 6 Terán (antes aeropuerto "Francisco Sarabia" de la Fuerza Aérea Mexicana. Terán es recorrido por el río iniciando por la zona Poniente por la antigua finca de "el zapote" [[Sabinal (pistimpak) arroyo de los sabinos en Zoque, pasando por todo el pueblo hasta llegar a desembocar al Oriente en el río Grijalva ya en Tuxtla Gutiérrez.
En el pueblo de Terán, se celebran las ferias: el día 3 de mayo a la|Santa Cruz]] patrona del pueblo, al Señor de las Ampollas que es movible entre marzo o abril; Señor San Jerónimo el 30 de septiembre, y Señor San Agustín el 28 de agosto. Son tradicionales el caldo de res, la chanfaína, el pozol de cacao y blanco, los tamales de Picte, de bola, de cambray, de hoja de milpa, de mole verde, de fríjol, de mole, de patashete, atol agrio, caballito, coyol con dulce, melcocha, cocadas y turulete.